# Henricia pacifica
Henricia pacifica är en sjöstjärneart som beskrevs av Hayashi 1940. Henricia pacifica ingår i släktet Henricia och familjen krullsjöstjärnor. Inga underarter finns listade i Catalogue of Life.